# Gannocks Castle
Gannocks Castle är ett slott i Storbritannien.   Det ligger i kommunen Central Bedfordshire i riksdelen England, i den sydöstra delen av landet, 70 km norr om huvudstaden London. Gannocks Castle ligger 22 meter över havet.
Terrängen runt Gannocks Castle är platt. Runt Gannocks Castle är det ganska tätbefolkat, med 230 invånare per kvadratkilometer. Närmaste större samhälle är Bedford, 11,4 km väster om Gannocks Castle. Trakten runt Gannocks Castle består till största delen av jordbruksmark.